# Kilkunda
Kilkunda là một thị xã panchayat của quận The Nilgiris thuộc bang Tamil Nadu, Ấn Độ.

## Nhân khẩu
Theo điều tra dân số năm 2001 của Ấn Độ, Kilkunda có dân số 10.150 người. Phái nam chiếm 49% tổng số dân và phái nữ chiếm 51%. Kilkunda có tỷ lệ 74% biết đọc biết viết, cao hơn tỷ lệ trung bình toàn quốc là 59,5%: tỷ lệ cho phái nam là 83%, và tỷ lệ cho phái nữ là 66%. Tại Kilkunda, 9% dân số nhỏ hơn 6 tuổi.